# Breslele Clujului
În Clujul medieval au existat mai multe bresle. Astfel au fost:
- Breasla Tăbăcarilor, înființată în 1469
- Breasla Fierarilor, înființată în 1498-1590
- Breasla Lăcătușilor și Pintenarilor, înființată în 1472-1475
- Breasla Argintarilor, înființată în 1473
- Breasla Croitorilor, înființată în 1475
- Breasla Țesătorilor, înființată în 1479
- Breasla Cojocarilor și Blănarilor, înființată în 1479, 1488
- Breasla Funarilor, înființată în 1486-1487
- Breasla Pantofarilor